# Головоломка з пошуку слів

Головоломка з пошуку слів, хаос слів (Word search puzzle) являє собою таблицю з букв, зазвичай квадратної або прямокутної форми. Предметом розгадки є пошук слів в таблиці літер. Слова шукаються вертикально, горизонтально, по діагоналі в прямому і зворотному порядку.
Зазвичай головоломка присвячена якійсь темі і може містити рішення, яке утворюється з букв, що не увійшли ні в одне слово даної головоломки. Подібні головоломки досить популярні у Великій Британії, США та Канаді, де друкуються в газетах поряд з кросвордами.